# Niezależny katolicyzm
Niezależny katolicyzm – ruch obejmujący działania duchowieństwa i wiernych świeckich, którzy uznają się za katolików i tworzą samodzielne ośrodki chrześcijańskie, praktykujące i wyznające teologię Kościoła katolickiego. Określenie „niezależny” związane jest z faktem, iż nie podlegają one jurysdykcji zwierzchnika Kościoła rzymskokatolickiego – ów fakt jednak nie wpływa na ich katolickość, jeżeli ich działalność opiera się na katolickich zasadach wiary i moralności.
Trudno jest określić liczbę społeczności, duchowieństwa i członków, którzy tworzą niezależny katolicyzm, jest to jednak grupa rosnąca. Jego członkowie wybierają niezależny katolicyzm jako alternatywny sposób wyrażania wiary katolickiej poza Kościołem katolickim. Struktury, przekonania i praktyki niezależnego katolicyzmu często ściśle pokrywają się ze strukturami innych kościołów katolickich i chrześcijańskich.
Niezależny katolicyzm jest częścią większego niezależnego ruchu sakramentalnego, w którym duchowni i świeccy różnych tradycji religijnych – w tym Kościoła prawosławnego, Wspólnoty anglikańskiej i różnych niekatolickich Kościołów chrześcijańskich – odłączyli się od instytucji, z którymi wcześniej byli identyfikowani. W ramach niezależnego ruchu sakramentalnego od Cerkwi prawosławnej oddzieliły się różne niezależne kościoły (np. Ukraiński Autokefaliczny Kościół Prawosławny), ale członkowie tych ortodoksyjnych grup najczęściej identyfikują się jako niezależni prawosławni, a nie jako niezależni katolicy.